# Pesadelo na Cozinha
Pesadelo na Cozinha é um programa de televisão brasileiro exibido pela Rede Bandeirantes baseado no formato original Ramsay's Kitchen Nightmares exibido no Reino Unido.
O programa, comandado por Érick Jacquin, tem o objetivo de levantar restaurantes que estão indo à falência. Em julho de 2017, foi confirmada a segunda temporada da atração para 2018, que mais tarde foi adiada para 2019. Em outubro de 2019, foi confirmada a realização da 3ª temporada prevista para 2020 mas foi adiada devido a pandemia de COVID-19 no Brasil e transferida para 2021. Em 2022, alguns episódios de temporadas anteriores foram reprisados, assim como entre 2024 e 2025. Em 2025, o programa estreou a sua quarta temporada após três anos sem produzir episódios inéditos.

## Episódios
| Temporada | Temporada | Episódios | Originalmente exibido   | Originalmente exibido |
| Temporada | Temporada | Episódios | Estreia de temporada    | Final de temporada    |
| --------- | --------- | --------- | ----------------------- | --------------------- |
|           | 1         | 13        | 26 de janeiro de 2017   | 20 de abril de 2017   |
|           | 2         | 7         | 27 de agosto de 2019    | 8 de outubro de 2019  |
|           | 3         | 4         | 30 de março de 2021     | 20 de abril de 2021   |
|           | 4         | 12        | 11 de fevereiro de 2025 | 29 de abril de 2025   |

### Primeira temporada (2017)
- Os pontos são baseados no IBOPE. Em 2017, cada ponto representa 69,4 mil domicílios em São Paulo.

| № em geral | № na temporada | Restaurante             | Localização                 | Data de exibição        | Audiência (em pontos) | Ref.   |
| --- | -------------- | ----------------------- | --------------------------- | ----------------------- | --------------------- | ------ |
| 1 | 1              | "Escondidinho da Amada" | Pinheiros, São Paulo        | 26 de janeiro de 2017   | 3.3                   | [ 7 ]  |
| Sendo o primeiro restaurante a ser visitado por Jacquin, o Escondidinho da Amada, localizado em Pinheiros, São Paulo, é um restaurante focado em comida baiana, comandado pelo casal Amada e Fernando. Jacquin percebeu que um dos maiores problemas no restaurante era a relação instável do casal. |                |                         |                             |                         |                       |        |
| 2 | 2              | "Najjah"                | Santana, São Paulo          | 2 de fevereiro de 2017  | 3.8                   | [ 8 ]  |
| 3 | 3              | "Saia do Padre"         | Pompeia, São Paulo          | 9 de fevereiro de 2017  | 4.0                   | [ 9 ]  |
| 4 | 4              | "Nahamalho"             | Perdizes, São Paulo         | 16 de fevereiro de 2017 | 4.0                   | [ 10 ] |
| 5 | 5              | "Hooker"                | Jardins, São Paulo          | 23 de fevereiro de 2017 | 4.1                   | [ 11 ] |
| Jacquin vai ao Hooker, restaurante localizado em Jardins, São Paulo e comandado por Cézar, que acredita que faz o "Melhor Hambúrguer de São Paulo". No entanto, Jacquin começa a discordar desse fato ao ver diversos problemas: uma equipe completamente amadora e desorganizada, higiene precária, um hambúrguer de qualidade questionável, e o garçom temperamental Marcelo.                            |                |                         |                             |                         |                       |        |
| 6 | 6              | "Fina Farina"           | Vila Mariana, São Paulo     | 2 de março de 2017      | 4.4                   | [ 12 ] |
| 7 | 7              | "Samosa & Company"      | Jardins, São Paulo          | 9 de março de 2017      | 3.5                   | [ 13 ] |
| Jacquin visita um restaurante indiano chamado Samosa & Company, localizado em Jardins, São Paulo e fundado pelo casal de indianos Vijay e Deepali Bavaskar. Ao chegar, ele percebe que o enorme problema do restaurante é um cardápio indiano sem nenhuma adaptação para agradar os gostos do paladar brasileiro, mas encontra dificuldades em propor alguma mudança devido à teimosia e orgulho de Vijay. |                |                         |                             |                         |                       |        |
| 8 | 8              | "Burg One"              | Jacarepaguá, Rio de Janeiro | 16 de março de 2017     | 4.8                   | [ 14 ] |
| 9 | 9              | "La Cabaña"             | Moema, São Paulo            | 23 de março de 2017     | 3.5                   | [ 15 ] |
| 10 | 10             | "Los Molinos"           | Ipiranga, São Paulo         | 30 de março de 2017     | 4.1                   | [ 16 ] |
| 11 | 11             | "Sal e Pimenta"         | Paraíso, São Paulo          | 6 de abril de 2017      | 4.0                   | [ 17 ] |
| 12 | 12             | "Dedo de la Chica"      | Vila Madalena, São Paulo    | 13 de abril de 2017     | 3.5                   | [ 18 ] |
| 13 | 13             | "Trilha da Costela"     | Mooca, São Paulo            | 20 de abril de 2017     | 4.8                   | [ 19 ] |

### Segunda temporada (2019)
- Os pontos são baseados no IBOPE. Em 2019, cada ponto representa 73 mil domicílios em São Paulo.

| № em geral | № na temporada | Restaurante                         | Localização              | Data de exibição       | Audiência (em pontos) | Ref.   |
| --- | -------------- | ----------------------------------- | ------------------------ | ---------------------- | --------------------- | ------ |
| 14 | 1              | "Pé de Fava"                        | Tranquilidade, Guarulhos | 27 de agosto de 2019   | 3.6                   | [ 20 ] |
| Jacquin é chamado para ir ao Pé de Fava, restaurante de comida nordestina localizado no bairro Tranquilidade, em Guarulhos, fundado pelo casal Fábio e Sâmia. No entanto, o mesmo deverá encarar as atitudes temperamentais de Fábio, que recusa a se enxergar como parte do problema. |                |                                     |                          |                        |                       |        |
| 15 | 2              | "Esporte Bar e Restaurante"         | Santo Amaro, São Paulo   | 3 de setembro de 2019  | 3.6                   | [ 21 ] |
| 16 | 3              | "Alquimia Restaurante e Rotisseria" | Barra Funda, São Paulo   | 10 de setembro de 2019 | 3.5                   | [ 22 ] |
| 17 | 4              | "Hero's Burger"                     | Pinheiros, São Paulo     | 17 de setembro de 2019 | 2.3                   | [ 23 ] |
| 17 | 5              | "El Maktub"                         | Vila Carrão, São Paulo   | 24 de setembro de 2019 | 3.6                   | ASA    |
| 19 | 6              | "Joka's Grill"                      | Itaim Bibi, São Paulo    | 1 de outubro de 2019   | 2.8                   | ASA    |
| 20 | 7              | "Bawarchi"                          | Vila Mariana, São Paulo  | 8 de outubro de 2019   | ASA                   | ASA    |

### Terceira temporada (2021)
- Os pontos são baseados no IBOPE. Em 2021, cada ponto representa 69,4 mil domicílios em São Paulo.

| № em geral | № na temporada | Restaurante       | Localização           | Data de exibição    | Audiência (em pontos) | Ref. |
| ---------- | -------------- | ----------------- | --------------------- | ------------------- | --------------------- | ---- |
| 21         | 1              | "Mamma Júlia"     | Bixiga, São Paulo     | 30 de março de 2021 | ASA                   | ASA  |
| 22         | 2              | "Ça-Va"           | Bela Vista, São Paulo | 6 de abril de 2021  | ASA                   | ASA  |
| 23         | 3              | "Estrela de Roma" | Lapa, São Paulo       | 13 de abril de 2021 | ASA                   | ASA  |
| 24         | 4              | "Kitanda"         | Lapa, São Paulo       | 20 de abril de 2021 | ASA                   | ASA  |

### Quarta temporada (2025)
- Os pontos são baseados no IBOPE. Em 2025, cada ponto representa 77,4 mil domicílios em São Paulo.

| № em geral | № na temporada | Restaurante           | Localização                   | Data de exibição        | Audiência (em pontos) | Ref. |
| --- | -------------- | --------------------- | ----------------------------- | ----------------------- | --------------------- | ---- |
| 25 | 1              | "Em Nome do Pai"      | Vila Progredior, São Paulo    | 11 de fevereiro de 2025 | ASA                   | ASA  |
| 26 | 2              | "Bar do Dedé"         | Socorro, São Paulo            | 18 de fevereiro de 2025 | ASA                   | ASA  |
| 27 | 3              | "Cia. do Showrrasco"  | Pompeia, São Paulo            | 25 de fevereiro de 2025 | ASA                   | ASA  |
| Jacquin vai até o Companhia do Showrrasco (Pompeia, SP), restaurante comandado pelos irmãos Toninho e Cássio, que conta ainda com três outros funcionários. Os problemas encontrados pelo chef o fazem questionar se vale a pena seguir com a reforma do restaurante. |                |                       |                               |                         |                       |      |
| 28 | 4              | "Alternativa"         | Vila Madalena, São Paulo      | 4 de março de 2025      | ASA                   | ASA  |
| 29 | 5              | "Nina's"              | Jardim Ipanema, Guarulhos     | 11 de março de 2025     | ASA                   | ASA  |
| 30 | 6              | "Casa do Sírio"       | Jardim Bonfiglioli, São Paulo | 18 de março de 2025     | ASA                   | ASA  |
| 31 | 7              | "Dona Acarajé"        | Jaçanã, São Paulo             | 25 de março de 2025     | ASA                   | ASA  |
| 32 | 8              | "Monalisa"            | República, São Paulo          | 1º de abril de 2025     | ASA                   | ASA  |
| 33 | 9              | "Dona Emília"         | Campos Elíseos, São Paulo     | 8 de abril de 2025      | ASA                   | ASA  |
| 34 | 10             | "Rock Dog"            | Vila Campesina, Osasco        | 15 de abril de 2025     | ASA                   | ASA  |
| 35 | 11             | "Bar Amigo Giannotti" | Bixiga, São Paulo             | 22 de abril de 2025     |                       |      |
| O chef Erick Jacquin vai até o Bixiga, em São Paulo, para conhecer o Bar Amigo Giannotti, um tradicional bar italiano que funciona há 56 anos, fundado pelo pai do atual proprietário, Saverio Giannotti. Apesar dos muitos problemas de estrutura, cardápio e equipe, o chef conquista a confiança de todos ao convidá-los para conhecer o Lvtetia, seu próprio restaurante italiano. |                |                       |                               |                         |                       |      |
| 36 | 12             | "Jerky's"             | República, São Paulo          | 29 de abril de 2025     | ASA                   | ASA  |

## Repercussão
Antes da estreia, a escolha de Érick Jacquin para apresentar o programa foi criticada por Danielle Dahoui, chef pernambucana e então apresentadora da 4.ª temporada de Hell's Kitchen: Cozinha sob Pressão. Para o UOL, ela criticou a postura de Jacquin devido aos processos trabalhistas que tinha na época. Em entrevista à Veja, Jacquin disse que a "falência foi o grande problema da minha vida, mas consegui virar a página".
Escrevendo para o Observatório da Televisão, Endrigo Annyston disse que o "principal problema do Pesadelo na Cozinha é ser fake em excesso (…) não passa verdade. Se os programas Casos de Família e João Kléber Show geram dúvidas sobre a veracidade dos casos apresentados, o reality show aparenta ser extremamente ensaiado. (…) Isso é comum em atrações televisivas, nem tudo é improvisado. O problema é deixar a encenação tão na cara".
Dois anos após a exibição do episódio Hero's Burger, o chefe Marco Ungaro veio a público e declarou em uma entrevista que sua participação foi armada. Segundo ele, a Band não sabia, mas o intuito da participação era alavancar a imagem da hamburgueria, e para isso, a equipe do restaurante havia combinado em passar uma imagem negativa de Marco, para que a participação não afetasse a imagem do programa.

## Prêmios e indicações
| Ano  | Prêmio                    | Categoria             | Resultado | Ref.   |
| ---- | ------------------------- | --------------------- | --------- | ------ |
| 2019 | Troféu APCA               | Melhor Programa de TV | Indicado  | [ 41 ] |
| 2019 | Melhores do Ano NaTelinha | Melhor Reality        | Indicado  | [ 42 ] |
| 2019 | Prêmio Contigo! Online    | Melhor Reality Show   | Indicado  | [ 43 ] |